# Geoffrey Forrest Hughes
Geoffrey Forrest Hughes, avstralski častnik, vojaški pilot in letalski as, * 12. julij 1895, Sydney, New South Wales, † 13. september 1951.  	
Stotnik Hughes je v svoji vojaški karieri dosegel 11 zračnih zmag.

## Odlikovanja
- Military Cross (MC)
- Air Force Cross (AFC)